# 奥斯卡·柯克塔
奥斯卡·柯克塔（1963年9月27日—），印度外交官，曾任印度駐盧旺達高級專員、印度駐愛丁堡總領事等職務。

## 经历
1963年9月27日奥斯卡·柯克塔生于印度蘭契。他拥有社会学硕士学位。
1987年，加入印度外事服务部。1989年至1991年，在香港担任三等秘书，并学习普通话。1991年至1993年，在印度駐中華人民共和國大使館任二等秘书，处理政治和商业事务。1997年至2000年，在印度駐波蘭大使館任職。2000年至2003年，在印度駐德國大使館任職。2006年至2009年，在印度駐贊比亞大使館任職。2009年至2012年，在印度駐瑞典大使館任職。2012年12月7日至2016年，任印度駐愛丁堡總領事。在外交部總部，於1993年至1997年处理领事事务以及与邻国（尤其是孟加拉国、斯里兰卡、缅甸和马尔代夫）关系事务，2003年至2006年任職於南亚区域合作联盟司副司长，2018年4月至8月擔任印度外交學院輔祕。
印度原本在卢旺达无常驻高级专员公署，卢旺达事务由印度驻乌干达高级专员兼管。2018年印度总理莫迪宣布将在非洲开设18个新的外交使团，其中就包括卢旺达。2018年8月1日，柯克塔被任命爲下一任印度駐盧旺達高級專員。8月15日就任。2018年12月5日，向盧旺達總統遞交國書。柯克塔是印度在盧旺達開設高級專員公署後首任常駐高級專員。2023年離任。

## 個人生活
已婚，育有一子一女。